# تشپرکا
تشپرکا (به چکی: Čeperka) یک منطقهٔ مسکونی در جمهوری چک است که در ناحیه پاردوبیتسه واقع شده‌است. تشپرکا ۱٬۰۰۷ نفر جمعیت دارد.